# L'importanza di chiamarsi Ernesto
L'importanza di chiamarsi Ernesto (titolo originale The Importance of Being Earnest, A Trivial Comedy for Serious People) – tradotto in Italia anche come L'importanza di essere Franco, L'importanza di essere Fedele, L'importanza di essere Probo, L'importanza di essere Costante o L'importanza di essere Onesto – è una commedia teatrale di Oscar Wilde. Scritta nella prima versione nell'autunno 1894 in quattro atti a Worthing, dove egli viveva, fu inviata a George Alexander nel novembre 1894, e rappresentata per la prima volta il 14 febbraio 1895 al St James's Theatre di Londra in una versione in tre atti.
Nel 1899 la commedia, il più grande successo teatrale di Wilde, esce in volume - col testo andato in scena nel febbraio 1895 - dedicato a Robbie Ross.

## Trama

### Primo atto
Il primo atto si apre a Londra nell'appartamento in Half-Moon Street di un giovane aristocratico, Algernon Moncrieff, nel momento in cui si presenta alla porta il suo amico di vecchia data, Ernest Worthing. Grazie ad una custodia per sigarette dimenticata dall'amico la sera prima, Algernon scopre che il vero nome di costui è Jack Worthing: egli, abitando in campagna, finge di avere uno scapestrato fratello a Londra, il cui nome è Ernest, per poter condurre una vita di piaceri. In campagna infatti egli è il tutore della giovane Miss Cecily Cardew e in quanto tale deve assumere un comportamento moralmente ineccepibile. La piccola Cecily, come da lui viene chiamata, è la nipote di Mr Thomas Cardew, padre adottivo di Jack. A sua volta, Jack scopre che anche Algernon conduce una doppia vita grazie all'invenzione di un povero amico invalido, chiamato Bunbury.
Jack si trova in città per proporsi a Miss Gwendolen Fairfax, cugina di Algernon. Dichiarato il suo amore alla giovane, cui si presenta con il nome di Ernest, questa ricambia il sentimento; è sua ferma intenzione, però, sposare solo un uomo chiamato Ernest, in quanto quel nome le "procura delle vibrazioni" e ha un suono che scalda il cuore a sentirlo. Per ottenere il consenso al fidanzamento, Jack ha successivamente un colloquio con la madre di Gwendolen, Lady Augusta Bracknell, zia di Algernon; in questa occasione si viene a sapere che Jack è un trovatello: Mr Thomas Cardew lo rinvenne in una capiente borsa di cuoio dimenticata nel guardaroba di Victoria Station, Brighton Line. A sentire ciò, Lady Bracknell è indignata e nega il permesso per il fidanzamento, a meno che Jack non si trovi dei genitori entro la fine della stagione.
Gwendolen non si scoraggia e chiede pertanto a Jack l'indirizzo della sua casa di campagna; Algernon, ascoltando la conversazione, si segna l'indirizzo, intenzionato a far visita alla piccola Cecily.

### Secondo atto
Nel secondo atto la scena si sposta quindi in campagna nel giardino della Manor House a Woolton, nella dimora campestre di Jack, dove vivono la giovane Cecily e la sua anziana badante e insegnante, Miss Prism. Algernon si presenta alla tenuta dichiarando di essere Ernest, il fratello scapestrato di Jack, e si innamora della giovane, la quale contraccambia; anch'ella è però intenzionata a sposare soltanto un uomo di nome Ernest, ritenendo, come Gwendolen, che esso abbia qualcosa di speciale. Quando Jack arriva costringe Algernon ad andarsene ma egli, intenzionato a fidanzarsi con Cecily, torna di nascosto. Nel frattempo, entrambi chiedono a Dr Chasuble, il reverendo della vicina chiesa, di essere battezzati.
Intanto anche Gwendolen, ancora invaghita e desiderosa di fidanzarsi con Ernest raggiunge la casa di campagna di Jack, dove incontra Cecily. Dopo qualche battuta le donne scoprono di essere fidanzate con quello che credono essere lo stesso uomo, ovvero Ernest. Dopo aver chiesto spiegazioni ai rispettivi fidanzati e scoperta la verità, si ritirano indignate nella villa, per poi successivamente perdonare entrambi.

### Terzo atto
Il terzo atto si apre con l'arrivo di Lady Bracknell alla tenuta, intenzionata a richiamare la figlia fidanzata con Jack. Avendo inoltre saputo che il nipote Algernon è intenzionato a sposare Cecily, dopo un rifiuto iniziale, concede il permesso al nipote una volta venuta a conoscenza dell'ingente rendita della giovane (centotrentamila sterline l'anno), ereditata dal nonno. È Jack tuttavia a negare il consenso per le nozze, sperando con questo di strappare a Lady Bracknell l'autorizzazione per il proprio matrimonio con Gwendolen. Tuttavia la donna è irremovibile, e tutto sembra concludersi, quando Dr Chasuble nomina Miss Prism: a sentire quel nome, la zia Augusta chiede di vedere immediatamente l'istitutrice. Si viene a scoprire che ella era un tempo alle dipendenze di Lady Bracknell come bambinaia e che un giorno, uscita con il neonato a lei affidato, non era mai più tornata: la carrozzina era stata trovata vuota e Miss Prism e il piccolo erano scomparsi. La governante confessa che quel giorno era uscita con una grande borsa di cuoio e che, in un attimo di distrazione, aveva riposto il bambino nella borsa, per poi dimenticarla nel guardaroba di Victoria Station a Londra, Brighton Line. Jack si riconosce nel neonato dimenticato da Miss Prism nella borsa e scopre di essere in realtà fratello maggiore di Algernon.
Scoperta la parentela, Lady Bracknell autorizza le nozze tra Jack e Gwendolen, ma rimane ancora il problema del nome: tra l'altro Jack, non essendo mai stato a conoscenza delle sue origini, ha un nome che non è il suo. Dato che la zia Augusta dice che questi era stato chiamato come il suo defunto padre (un generale dell'esercito inglese), di cui né lei né Algernon ricordano il nome, Jack consulta gli elenchi militari e finge di leggervi sopra che il padre si chiamasse "Ernest John".

## Significato simbolico
Nessuno dei due uomini è veramente "earnest" (onesto), né "Ernest" (in inglese le due parole si pronunciano allo stesso modo). Wilde con questo espediente mette in luce tutta quella cura dell'apparenza e della forma dell'alta società vittoriana.

## Il titolo
Ogni versione in italiano della commedia di Wilde si è confrontata col problema posto dal titolo originale. Infatti, Wilde usa nella lingua inglese il gioco di parole fra l'aggettivo "earnest" (serio, affidabile od onesto) ed il nome proprio "Ernest" che hanno la stessa pronuncia. Sull'omofonia di earnest e Ernest risiede il paradosso fondamentale della commedia, che ribalta quella famosa affermazione di Giulietta sul nome di Romeo: «Che cos'è un nome? La rosa avrebbe lo stesso profumo anche se la chiamassimo in un altro modo. Dunque cambia il nome, Romeo, e amiamoci tranquillamente». Ma, come testimonia la frivola Guendalina, nell'alta società britannica non è la persona a contare, non è l'"essere", ma l'apparire, lo sforzo d'esser racchiuso in un nome che può rivelarsi quanto mai ingannevole, come testimonia la narrazione della commedia.
Sta quindi al traduttore italiano trovare la resa migliore per interpretare lo spirito della commedia. Esso vien così tradotto a volte come L'importanza di essere Onesto o L'importanza di essere Fedele, giocando sul fatto che "Onesto" e "Fedele" sono anche nomi propri. Saltando invece il gioco di parole, e scegliendo il titolo L'importanza di chiamarsi Ernesto, si rinuncia non solo alle doti di "serietà" che la earnestness inglese sottintende, ma anche ai giochi di parole diffusi in tutta l'opera, e soprattutto all'anima centrale contenuta nella frase conclusiva che è una critica alla società dell'epoca mascherata da esortazione morale:
Lady Bracknell. My nephew, you seem to be displaying signs of triviality.
Jack. On the contrary, Aunt Augusta, I've now realised for the first time in my life the vital importance of being earnest.
Lady Bracknell. Nipote mio, sembri dare segni di frivolezza.
Jack. Al contrario, zia Augusta, ho capito per la prima volta in vita mia l'importanza di essere Ernesto / l'importanza di essere onesto.
La traduzione italiana del titolo dell'opera di Wilde che unisce un senso vicino alla parola earnest ad un nome proprio frequente (e dunque riconoscibile come tale) è "L'importanza di essere Franco", adottata dalla casa editrice Rusconi.

## Cinema
Versioni cinematografiche della commedia:
- The Importance of Being Earnest – film TV (1937)
- The Importance of Being Earnest – film TV (1938)
- L'importanza di essere Onesto – film TV (1940)
- L'importanza di chiamarsi Ernesto di Anthony Asquith (1952)
- The Importance of Being Earnest – film TV (1974)
- The Importance of Being Earnest di Michael Attenborough – film TV (1985)
- The Importance of Being Earnest di Stuart Burge – film TV (1986)
- The Importance of Being Earnest di Kurt Baker – film TV (1992)
- L'importanza di chiamarsi Ernest di Oliver Parker (2002)

## Musica
- Mario Castelnuovo-Tedesco, The importance of being Earnest (opera teatrale, prima rappr. New York 1975).

## Edizioni italiane
- L'importanza di far sul serio, trad. di Irene Nori Giambastiani, Prefazione di Carlo Pellegrini, Collana Moderni n.9, Ferrara, Taddei, 1922; Collana Narratori Moderni n.823, Venezia, La Nuova Italia Editrice, 1922.
- Salomè. Il ventaglio di Lady Windermere. L'importanza di chiamarsi Ernesto, Collana Il teatro nel tempo, Milano, Poligono Società Editrice, 1946.
- L'importanza di essere onesto, trad. di Paola Ojetti, Collana BUR nn.511-512, Milano, Rizzoli, 1952.
- L'importanza d'esser Franco, trad. di Ugo Bottalla e Aldo Camerino, in Tutte le Opere. Vol. II: Teatro e poesia, Roma, Gherardo Casini Edizioni, 1952.
- L'importanza di chiamarsi Ernesto. Commedia in tre atti, a cura di Ida Omboni, Collana Universale Economica n.154. Serie teatro (viola) vol. XVIII, Milano, Cooperativa del Libro Popolare, 1953.
- L'importanza di essere «Earnest», in Teatro, trad. di Evi Malagoli, Torino, UTET, 1964.
- L'importanza di essere Severo, in Teatro borghese dell'Ottocento, trad. di Orsola Nemi e Vito Pandolfi, Milano, A. Vallardi, 1967.
  -  Il ventaglio di Lady Windermere. L'importanza di essere Fedele, Collana Poker, Milano, A. Vallardi, 1994, ISBN 978-88-119-1029-9.
- L'importanza di essere probo, in Opere, a cura di Masolino D'Amico, Collana I Meridiani, Milano, Arnoldo Mondadori Editore, 1979; Nuova ed., Mondadori, 2000. 
  - L'importanza di essere onesto, a cura di Masolino D'Amico, Collana Oscar Teatro e Cinema n.21, Mondadori, 1985; Collana Oscar Classici n.180, Mondadori, febbraio 1990; con un saggio di Camille A. Paglia, Collana Oscar Classici, Mondadori, 2004, ISBN 978-88-045-3134-0; in I capolavori, Mondadori, 2005, ISBN 88-04-53009-X.
- L'importanza di chiamarsi Ernesto, Introduzione, trad. e cura di Luigi Lunari, Collana BUR Teatro, Milano, BUR, 1990, ISBN 88-17-15328-1.
- Il ventaglio di Lady Windermere. L'importanza di essere Fedele. Salomè, traduzione di Guido Almansi,[2] C. Béguin, Collana I Grandi Libri, Milano, Garzanti, 1993, ISBN 978-88-115-8501-5.
- L'importanza di essere Onesto, traduzione di Lucio Chiavarelli, Introduzione di Masolino D'Amico, Collana Tascabili Economici n.256, Roma, Newton, 1994, ISBN 978-88-818-3320-7.
- L'importanza di chiamarsi Ernesto, Collana I David, Milano, Tascabili La Spiga.
- L'importanza di essere Franco, Collana I Grandi Classici, Santarcangelo di Romagna, Rusconi, 2007, ISBN 978-88-180-2028-1.
- L'importanza di far l'onesto, traduzione di Antonio Bibbò, Collana Universale Economica.I Classici, Milano, Feltrinelli, 2019, ISBN 978-88-079-0335-9.